# 中区 (横浜市)
中区（なかく）は、横浜市を構成する18行政区のうちの一つである。

## 概要
神奈川県庁および横浜市役所の所在地である。関内地区は横浜港開港以来の横浜の中心市街地であると同時に現在も県および市の行政の中心的地域であり、西区に所在する横浜駅周辺の繁華街とともに横浜市における都心（ツインコア）である「横浜都心」に指定されている。他にも日本最大の中華街である横浜中華街や山下公園といった横浜を代表する観光地の他、伊勢佐木町や元町、野毛などの昔からの繁華街・歓楽街（旧市街地）や、日本三大ドヤ街（日雇い労働者の街）の一角である寿町など猥雑なエリアも包括している。西区とともに横浜市の中心的な行政区である。「横浜みなとみらい21」地区は西区と中区に跨って開発された新都心であり、中区には赤レンガ倉庫などがある新港地区が所在する。
北部の平地には港側からビジネス街、繁華街、そして住宅街が主体になっている。中南部は内陸側が高台で「山手町」を中心としたいわゆる「山手」と呼ばれる地区は昔からの高級住宅地である。海岸側は全て埋め立てられて自然海岸は無く、北側は新港（赤レンガ倉庫）・山下公園・横浜中華街などの観光地で、南側の臨海部は本牧など埠頭・製油所などの大規模工場が位置しており、京浜工業地帯を構成している。同じく工業地帯の鶴見区の大黒埠頭と本牧埠頭とは横浜ベイブリッジで結ばれている。本牧地区は敗戦から1982年まで在日アメリカ海軍の住宅地として接収されていた影響で、アメリカ海軍が駐留していた横須賀とともに、音楽やファッションなど当時最先端のアメリカ文化の発信拠点であった。
川は北部を大岡川とその分流の中村川が横断している。交通は区内の中央をJR根岸線が縦断し、国道や首都高速は北部を縦横断して中南部は海岸沿いを通っている。

## 歴史
明治以前は武蔵国久良岐郡の一部であった。
1859年、横浜港が開港する。関内地区（旧：横浜村）を居留地として外国人で栄え、横浜市の市名のもととなった地域である。
戦前は絹の貿易で栄え、バルモン商会やシーベル・ブレンワルト商会など、多くの外国商社が軒を連ねていた。本町通りの一本南側にある「シルク通り」は、その名残である。インド人商人なども多かったが、現在は大半が他都市に移動するか帰国している。また英国総領事館やフランス領事館も中区に置かれていた。
航空機が移動手段の主流になる以前は、貨客船などで海外に出る移民の多くがこの地を訪れており、移民乗船の斡旋と宿泊業を行う外航旅館（移民宿）が多かった。また、山手にはかつてイギリス軍やフランス軍が駐屯していた。「フランス山」などの地名はその名残である。フランス山は、フランス軍撤退後フランス領事館が置かれるなど幕末以降1971年横浜市が購入するまで一貫してフランス政府が所有した。
第二次世界大戦後は区内の大半がアメリカ軍に接収され、復興に大きな支障を来した。1970年代から1980年代にかけて主な接収は解除となったが、現在も根岸森林公園に隣接する区南西部には南区・磯子区にまたがる根岸住宅地区が存在する。また、横浜カントリー・アンド・アスレティック・クラブ (YC&AC) などの外国人向けのスポーツクラブやインターナショナルスクールがある。

### 沿革
- 1859年7月4日 - 横浜対外開港。
- 1899年 - 外国人居留地回収。
- 1927年10月1日 - 横浜市の区制施行に伴い誕生。

旧横浜区および久良岐郡中村、本牧村、根岸村（西根岸町を除く）、戸太町（平沼地区を除く）、大岡川村、日下村（日野・笹下のみ）、および橘樹郡保土ケ谷町下岩間の大部分を区域とする。
- 1930年 - 山下公園開園。
- 1936年10月1日 - 鎌倉郡永野村を編入（後に南区として分区、現在の港南区西部）。
- 1943年12月1日 - 南区を分区（寿・大岡両警察署管内）。神奈川区より戸部警察署管内の各町を編入。西久保町を保土ケ谷区へ編入。
- 1944年4月1日 - 西区を分区（戸部警察署管内）。
- 1945年5月29日 - 横浜大空襲。死傷者・行方不明者合わせて1万4157人。
- 1945年 - 区内面積の74パーセントが米軍による接収を受ける。区内の港湾施設の約9割も接収を受ける。
- 1952年 - 大さん橋の接収が解除。
- 1982年3月31日 - 本牧・新山下地区が返還され、住宅地などが造営される。

## 人口
- 1930年 329,678
- 1935年 348,942
- 1940年 386,020
- 1945年 43,235
- 1947年 77,014
- 1950年 89,813
- 1955年 105,925
- 1960年 123,624
- 1965年 136,882
- 1970年 132,470
- 1975年 131,346
- 1980年 121,476
- 1985年 118,274
- 1990年 116,634
- 1995年 116,923
- 2000年 124,718
- 2005年 140,167
- 2010年 146,033
- 2015年 148,312

## 町名
中区では、一部の町で住居表示に関する法律に基づく住居表示が実施されている。
| 町名         | よみ                   | 設置年月日     | 住居表示実施年月日 | 住居表示実施直前の町名 | 備考                  |
| ------------ | ---------------------- | -------------- | ------------------ | ---------------------- | --------------------- |
| 日本大通     | にほんおおどおり       | 1928年9月1日   | 未実施             |                        |                       |
| 横浜公園     | よこはまこうえん       | 1928年9月1日   | 未実施             |                        |                       |
| 新港一丁目   | しんこう               | 2000年10月23日 | 2000年10月23日     |                        |                       |
| 新港二丁目   | しんこう               | 2000年10月23日 | 2000年10月23日     |                        |                       |
| 海岸通       | かいがんどおり         | 1889年4月1日   | 未実施             |                        |                       |
| 元浜町       | もとはまちょう         | 1889年4月1日   |                    |                        |                       |
| 北仲通       | きたなかどおり         | 1889年4月1日   | 未実施             |                        |                       |
| 本町         | ほんちょう             | 1889年4月1日   | 未実施             |                        |                       |
| 南仲通       | みなみなかどおり       | 1889年4月1日   |                    |                        |                       |
| 弁天通       | べんてんどおり         | 1889年4月1日   | 未実施             |                        |                       |
| 太田町       | おおたちょう           | 1889年4月1日   | 未実施             |                        |                       |
| 相生町       | あいおいちょう         | 1889年4月1日   | 未実施             |                        |                       |
| 住吉町       | すみよしちょう         | 1889年4月1日   | 未実施             |                        |                       |
| 常盤町       | ときわちょう           | 1889年4月1日   | 未実施             |                        |                       |
| 尾上町       | おのえちょう           | 1889年4月1日   | 未実施             |                        |                       |
| 真砂町       | まさごちょう           | 1889年4月1日   | 未実施             |                        |                       |
| 港町         | みなとまち             | 1889年4月1日   | 未実施             |                        |                       |
| 山下町       | やましたちょう         | 1899年7月24日  | 未実施             |                        |                       |
| 元町         | もとまち               | 1889年4月1日   | 未実施             |                        |                       |
| 新山下一丁目 | しんやました           | 1970年4月1日   | 1970年4月1日       |                        |                       |
| 新山下二丁目 | しんやました           | 1970年4月1日   | 1970年4月1日       |                        |                       |
| 新山下三丁目 | しんやました           | 1970年4月1日   | 1970年4月1日       |                        |                       |
| 内田町       | うちだちょう           | 1889年4月1日   | 未実施             |                        |                       |
| 桜木町       | さくらぎちょう         | 1889年4月1日   |                    |                        | 4 - 7丁目は西区に属す |
| 花咲町       | はなさきちょう         | 1889年4月1日   |                    |                        | 4 - 7丁目は西区に属す |
| 野毛町       | のげちょう             | 1889年4月1日   |                    |                        |                       |
| 宮川町       | みやがわちょう         | 1889年4月1日   |                    |                        |                       |
| 日ノ出町     | ひのでちょう           | 1889年4月1日   |                    |                        |                       |
| 初音町       | はつねちょう           | 1889年4月1日   |                    |                        |                       |
| 黄金町       | こがねちょう           | 1889年4月1日   |                    |                        |                       |
| 英町         | はなぶさちょう         | 1889年4月1日   |                    |                        |                       |
| 赤門町       | あかもんちょう         | 1935年7月1日   |                    |                        | 2丁目は西区に属す     |
| 吉田町       | よしだちょう           | 1889年4月1日   |                    |                        |                       |
| 福富町西通   | ふくとみにしどおり     | 1928年9月1日   |                    |                        |                       |
| 福富町仲通   | ふくとみなかどおり     | 1928年9月1日   |                    |                        |                       |
| 福富町東通   | ふくとみひがしどおり   | 1928年9月1日   |                    |                        |                       |
| 伊勢佐木町   | いせざきちょう         | 1889年4月1日   |                    |                        |                       |
| 末広町       | すえひろちょう         | 1928年9月1日   |                    |                        |                       |
| 羽衣町       | はごろもちょう         | 1889年4月1日   |                    |                        |                       |
| 蓬萊町       | ほうらいちょう         | 1889年4月1日   |                    |                        |                       |
| 末吉町       | すえきちちょう         | 1889年4月1日   |                    |                        |                       |
| 若葉町       | わかばちょう           | 1889年4月1日   |                    |                        |                       |
| 曙町         | あけぼのちょう         | 1928年9月1日   |                    |                        |                       |
| 弥生町       | やよいちょう           | 1928年9月1日   |                    |                        |                       |
| 万代町       | ばんだいちょう         | 1889年4月1日   |                    |                        |                       |
| 不老町       | ふろうちょう           | 1889年4月1日   |                    |                        |                       |
| 翁町         | おきなちょう           | 1889年4月1日   |                    |                        |                       |
| 扇町         | おうぎちょう           | 1889年4月1日   |                    |                        |                       |
| 寿町         | ことぶきちょう         | 1889年4月1日   |                    |                        |                       |
| 松影町       | まつかげちょう         | 1889年4月1日   |                    |                        |                       |
| 吉浜町       | よしはまちょう         | 1889年4月1日   |                    |                        |                       |
| 長者町       | ちょうじゃまち         | 1889年4月1日   |                    |                        |                       |
| 山吹町       | やまぶきちょう         | 1889年4月1日   |                    |                        |                       |
| 富士見町     | ふじみちょう           | 1889年4月1日   |                    |                        |                       |
| 山田町       | やまだちょう           | 1889年4月1日   |                    |                        |                       |
| 千歳町       | ちとせちょう           | 1889年4月1日   |                    |                        |                       |
| 三吉町       | みよしちょう           | 1889年4月1日   |                    |                        |                       |
| 石川町       | いしかわちょう         | 1889年4月1日   |                    |                        |                       |
| 山手町       | やまてちょう           | 1899年7月24日  |                    |                        |                       |
| 妙香寺台     | みょうこうじだい       | 1936年11月1日  |                    |                        |                       |
| 麦田町       | むぎたちょう           | 1928年9月1日   |                    |                        |                       |
| 上野町       | うえのちょう           | 1889年4月1日   |                    |                        |                       |
| 千代崎町     | ちよざきちょう         | 1889年4月1日   |                    |                        |                       |
| 北方町       | きたかたちょう         | 1901年4月1日   |                    |                        |                       |
| 小港町       | こみなとちょう         | 1933年4月1日   |                    |                        |                       |
| 本郷町       | ほんごうちょう         | 1928年9月1日   |                    |                        |                       |
| 本牧町       | ほんもくちょう         | 1901年4月1日   |                    |                        |                       |
| 錦町         | にしきちょう           | 1967年11月10日 |                    |                        |                       |
| 本牧ふ頭     | ほんもくふとう         | 1968年8月31日  |                    |                        |                       |
| 本牧原       | ほんもくはら           | 1986年7月21日  |                    |                        |                       |
| 本牧宮原     | ほんもくみやはら       | 1986年7月21日  |                    |                        |                       |
| 和田山       | わだやま               | 1986年7月21日  |                    |                        |                       |
| 本牧十二天   | ほんもくじゅうにてん   | 1933年4月1日   |                    |                        |                       |
| 本牧緑ケ丘   | ほんもくみどりがおか   | 1933年4月1日   |                    |                        |                       |
| 本牧満坂     | ほんもくまんざか       | 1933年4月1日   |                    |                        |                       |
| 本牧荒井     | ほんもくあらい         | 1933年4月1日   | 未実施             |                        |                       |
| 本牧和田     | ほんもくわだ           | 1933年4月1日   |                    |                        |                       |
| 本牧三之谷   | ほんもくさんのたに     | 1933年4月1日   |                    |                        |                       |
| 本牧大里町   | ほんもくおおさとちょう | 1933年4月1日   |                    |                        |                       |
| 本牧元町     | ほんもくもとまち       | 1933年4月1日   |                    |                        |                       |
| 本牧間門     | ほんもくまかど         | 1994年9月26日  |                    |                        |                       |
| 豊浦町       | とよほちょう           | 1967年11月10日 |                    |                        |                       |
| 柏葉         | かしわば               | 1933年4月1日   |                    |                        |                       |
| かもめ町     | かもめちょう           | 1965年7月1日   |                    |                        |                       |
| 鷺山         | さぎやま               | 1933年4月1日   |                    |                        |                       |
| 竹之丸       | たけのまる             | 1933年4月1日   | 未実施             |                        |                       |
| 西竹之丸     | にしたけのまる         | 1933年4月1日   |                    |                        |                       |
| 大和町       | やまとちょう           | 1928年9月1日   | 未実施             |                        |                       |
| 立野         | たての                 | 1933年4月1日   |                    |                        |                       |
| 西之谷町     | にしのやちょう         | 1933年4月1日   |                    |                        |                       |
| 打越         | うちこし               | 1935年7月1日   | 未実施             |                        |                       |
| 山元町       | やまもとちょう         | 1889年4月1日   | 未実施             |                        |                       |
| 大芝台       | おおしばだい           | 1933年4月1日   | 未実施             |                        |                       |
| 大平町       | おおひらちょう         | 1933年4月1日   | 未実施             |                        |                       |
| 簑沢         | みのさわ               | 1933年4月1日   |                    |                        |                       |
| 塚越         | つかごし               | 1933年4月1日   | 未実施             |                        |                       |
| 寺久保       | てらくぼ               | 1933年4月1日   |                    |                        |                       |
| 仲尾台       | なかおだい             | 1933年4月1日   |                    |                        |                       |
| 滝之上       | たきのうえ             | 1933年4月1日   |                    |                        |                       |
| 矢口台       | やぐちだい             | 1933年4月1日   |                    |                        |                       |
| 豆口台       | まめぐちだい           | 1933年4月1日   |                    |                        |                       |
| 池袋         | いけぶくろ             | 1933年4月1日   | 未実施             |                        |                       |
| 根岸台       | ねぎしだい             | 1933年4月1日   | 未実施             |                        |                       |
| 根岸旭台     | ねぎしあさひだい       | 1940年4月1日   | 未実施             |                        |                       |
| 根岸加曽台   | ねぎしかそだい         | 1933年4月1日   | 未実施             |                        |                       |
| 根岸町       | ねぎしちょう           | 1901年4月1日   |                    |                        |                       |
| 千鳥町       | ちどりちょう           | 1965年1月13日  | 未実施             |                        |                       |
| 南本牧       | みなみほんもく         | 1998年4月1日   |                    |                        |                       |

## 地域
横浜を代表する有名な地域が多い。なお地域名と正式な町名が異なる所もあるので注意。
- 関内地区
  - 馬車道
  - 日本大通り
  - 北仲通
  - 新港（みなとみらい地区の範囲に含まれる）
- 山手・山下地区
  - 横浜中華街
  - 新山下
- 関外地区
  - 伊勢佐木町
  - 寿町
- 元町・石川地区
- 野毛地区
  - 黄金町
- 北方地区
- 本牧北部地区
- 本牧南部地区
- 根岸地区

### 健康
- 平均年齢 47.84歳（2024年1月1日、以下同文）
- 男平均年齢 47.49歳
- 女平均年齢 48.21歳

### 病院
- 横浜市立みなと赤十字病院
- JCHO横浜中央病院
- ワシン坂病院
- ふれあい横浜ホスピタル
- 本牧病院
- 横浜掖済会病院

## 区勢
神奈川県庁や横浜市役所、横浜地方裁判所、神奈川県警察本部など、神奈川県内の行政機関が集中している中心的な区である。金融機関や企業の本店・支店も多い。近年は都心回帰や、みなとみらい線開通の影響によりマンションが増えたため、人口は増加傾向にある。横浜市で人口の4.0%（2009年10月）、面積の4.7%（同）を占める。
中区の中核駅である桜木町駅、関内駅、石川町駅、元町・中華街駅周辺地区は、横浜市における都心（ツインコア）の一つである「横浜都心」に指定されている。

## 行政
- 区長：永井由香（2025年4月 - ）

## 教育

### 大学
- フェリス女学院大学 山手キャンパス
- 東京芸術大学 横浜キャンパス
- 関東学院大学 KGUメディアセンター

### 専門学校
- 神奈川県立衛生看護専門学校
- 学校法人三幸学園 横浜医療秘書専門学校[注 1]
- 学校法人東京滋慶学園 横浜ベルエポック美容専門学校

### 高等学校
県立
- 神奈川県立横浜緑ケ丘高等学校
- 神奈川県立横浜立野高等学校

市立
- 横浜市立みなと総合高等学校

私立
- フェリス女学院高等学校
- 中央大学附属横浜高等学校[注 2]
- 横浜雙葉高等学校
- 横浜共立学園高等学校
- 横浜女学院高等学校
- 聖光学院高等学校

### 中学校
市立
- 横浜市立大鳥中学校
- 横浜市立仲尾台中学校
- 横浜市立本牧中学校
- 横浜市立港中学校
- 横浜市立横浜吉田中学校

私立
- フェリス女学院中学校
- 中央大学附属横浜中学校
- 横浜雙葉中学校
- 横浜共立学園中学校
- 横浜女学院中学校
- 聖光学院中学校

### 小学校
市立
- 横浜市立大鳥小学校[注 3]
- 横浜市立北方小学校
- 横浜市立立野小学校
- 横浜市立本町小学校
- 横浜市立本牧小学校
- 横浜市立本牧南小学校
- 横浜市立間門小学校
- 横浜市立元街小学校
- 横浜市立山元小学校

国立
- 横浜国立大学教育学部附属横浜小学校

### 特別支援学校
- 横浜市立浦舟特別支援学校・横浜市立みなと赤十字病院院内学級
- 聖坂支援学校
- 横浜訓盲学院

### 各種学校
学校法人立
- 横浜山手中華学校

準学校法人立
- サンモール・インターナショナル・スクール
- 横浜中華学院
- 横浜インターナショナルスクール

その他
- 横浜インターナショナル・クリスチャン・アカデミー

### 学校教育以外の施設
政治教育機関
- かながわ政治大学校

職業訓練
- 港湾職業能力開発短期大学校横浜校（職業能力開発促進法に基づく職業能力開発短期大学校）

## 主な施設

### 博物館・資料館・美術館・動物園など
- 神奈川県立歴史博物館
- 横浜市開港記念会館
- 横浜税関
- 日本郵船歴史博物館
- ブリキのおもちゃ博物館
- 横浜情報文化センター
  - 放送ライブラリー
  - 日本新聞博物館
- シルク博物館
- 横浜開港資料館
- 神奈川近代文学館
- 山手資料館
- 海外移住資料館
- 安藤百福発明記念館 横浜（カップヌードルミュージアム 横浜）
- 横浜ユーラシア文化館
- 横浜都市発展記念館
- 機械仕掛けのおもちゃ館（横浜マリンタワー内）
- 日本郵船氷川丸
- ヨコハマ猫の美術館
- 横浜アイランドタワー (BankART 1929)
- 横浜市民ギャラリー
- 横浜人形の家
- 関内ホール
- 横浜BUNTAI
- 横浜武道館
- ゲーテ座（岩崎記念館）
- 馬の博物館（乗馬施設あり）

### 公園
- 大通り公園
- 横浜公園（横浜スタジアム）
- 山下公園
- 港の見える丘公園
- アメリカ山公園[注 4]
- 元町公園
- 山手公園
- 山手イタリア山庭園
- 三渓園
- 根岸森林公園（横浜競馬場跡）
- 新本牧公園
- 本牧臨海公園
- 本牧市民公園
- 本牧山頂公園
- 本牧いずみ公園

### 社寺

#### 神道
- 本牧神社（旧称 本牧十二天社）
- 厳島神社
- 諏訪神社
- 皇大神宮
- 琴平神社

#### 仏教
- 慈音寺 天台宗
- 天徳寺 真言宗
- 多聞院 真言宗
- 千蔵寺 真言宗
- 真福寺 真言宗
- 東福寺 真言宗
- 宗光寺 真言宗
- 東漸寺 真言宗
- 宝光寺 浄土真宗本願寺派
- 西教寺 浄土真宗大谷派
- 願西寺 浄土真宗大谷派
- 蓮光寺 浄土真宗大谷派
- 清水寺 曹洞宗
- 西有寺 曹洞宗
- 妙香寺 日蓮宗
- 善行寺 日蓮宗
- 圓大院 日蓮宗
- 大圓寺 日蓮宗
- 観音寺 仏教系単立

#### キリスト教
- カトリック山手教会
- 横浜山手聖公会 日本聖公会系
- 横浜クライスト・チャーチ 日本聖公会系
- ミッションズ・ツゥ・シーフェアラーズ礼拝堂 日本聖公会系
- 横浜指路教会 日本基督教団系
- 日本基督公会（現:横浜海岸教会）日本最古のプロテスタント教会 日本基督教会系
- 本牧めぐみ教会 日本基督教団系
- 横浜華僑基督教会 キリスト教系単立
- 横浜ユニオン教会 キリスト教系単立
- 横浜教会 在日大韓基督教団系
- 横浜教会 日本バプテスト同盟系
- 横浜国際バプテスト教会[3]
- 横浜山手外国人墓地
- 横浜根岸外国人墓地

#### その他
- 横浜関帝廟
- 横濱媽祖廟
- 地蔵王廟
- 打越霊泉
- 打越橋
- バンドホテル（1999年廃業。解体済み）
- 台北駐日経済文化代表処横浜分処[注 5]

### 商業・レジャー施設
みなとみらい地区
以下は横浜みなとみらい21（みなとみらい地区）における中央地区（桜木町駅前）および新港地区の施設である。
- コレットマーレ
  - 横浜ブルク13（映画館）
- 万葉倶楽部（温泉施設）
- よこはまコスモワールド（コスモクロック21）
- 横浜ワールドポーターズ（イオンモール）[4]
  - イオンシネマみなとみらい（映画館）
- 安藤百福発明記念館 横浜（カップヌードルミュージアム 横浜）
- 横浜赤レンガ倉庫

その他の地域
- 横浜大さん橋（上部は自由広場［くじらのせなか］）
- 日本郵船 氷川丸[注 6]
- 横浜マリンタワー[注 7]
- 横浜大世界
- よしもと おもしろ水族館
- イオン本牧[注 8]
- 本牧海づり施設
- 横浜港シンボルタワー

### 商店街
- 伊勢佐木町商店街と伊勢佐木町1・2丁目地区商店街
- 元町商店街
- 横浜中華街
- 馬車道商店街
- 横濱コレクターズモール
- 浜ッ子通り
- 野毛商店街
- 日ノ出町駅前商店街
- 黄金阪東大通
- 山元町商店街
- 大和町商店街

### 住宅団地
- UR 海岸通団地（海岸通 市街地住宅、賃貸460 1958年 建替え工事中 全面建替）
- UR 山下公園団地（山下町 市街地住宅 賃貸102 1962年 譲渡返還）
- UR 山下第二団地（山下町 市街地住宅、賃貸61 1957年）
- UR 山下町第一団地（山下町 特殊設計 分譲70 1957年）
- UR 山下町第二団地
- UR 山田町団地（山田町、賃貸160 1958年）
- UR 若葉町団地（若葉町 市街地住宅 賃貸27 1961年 譲渡返還）
- UR 住吉町団地（住吉町 市街地住宅 賃貸10 1958年 建替工事中）
- UR 小港団地（小港町、賃貸650 1958年）
- UR 松影町団地（松影町 市街地住宅 賃貸68 1961年 譲渡返還）
- UR 常盤町団地（常磐町 市街地住宅 賃貸16 1959年 譲渡）
- UR 新山下団地（新山下 市街地住宅 賃貸56 1962年 譲渡返還）
- UR 滝ノ上団地（滝ノ上、賃貸94 1958年）
- UR 長者町九丁目団地（長者町 市街地住宅 賃貸31 1964年 現存）
- UR 長者町団地（不老町 市街地住宅 賃貸82 1957年）
- UR 福富町西通第一団地（福富町西通 市街地住宅 賃貸68 1961年 譲渡返還）
- UR 福富町西通第二団地（福富町西通 市街地住宅 賃貸68 1963年 譲渡返還）
- UR 福富町団地（福富町仲通 市街地住宅 賃貸46 1960年 譲渡返還）
- UR 弁天通団地（弁天通 市街地住宅 賃貸14 1958年）
- 市営住宅 ビューコート小港

## 交通

### 鉄道
東日本旅客鉄道（JR東日本）
 京浜東北・根岸線
- - 桜木町駅 - 関内駅 - 石川町駅 - 山手駅 -

京浜急行電鉄（京急）
 本線
- - 日ノ出町駅 -

横浜高速鉄道
 みなとみらい線
- - 馬車道駅 - 日本大通り駅 - 元町・中華街駅

横浜市営地下鉄
 ブルーライン
- - 桜木町駅 -関内駅 - 伊勢佐木長者町駅 - 阪東橋駅 -

泉陽興業
YOKOHAMA AIR CABIN
- 桜木町駅 - 運河パーク駅

貨物線
神奈川臨海鉄道本牧線
東海道貨物線（高島線）

### 路線バス
- 横浜市交通局（横浜市営バス）
  - 本牧営業所
- 神奈川中央交通
- 京浜急行バス
- 相鉄バス
- フジエクスプレス（横浜タウンバス）

一般路線バスは前乗り後降り・運賃先払いで、一部の路線を除き均一運賃となる。

### 高速バス
- しずてつジャストライン
- 遠鉄バス

### 船
- シーバス（ポートサービス）
- 水上バス（京浜フェリーポート）

### 道路
高速道路
- 首都高速道路 - 横羽線・狩場線・湾岸線
- IC - みなとみらい・横浜公園・石川町・山下町・新山下・本牧ふ頭・三渓園

一般国道
- 国道16号
- 国道133号
- 国道357号

高速道路と国道を含む
- 横浜ベイブリッジ（上部は湾岸線・下部は国道357号。対岸は鶴見区）

### 遊歩道
- 汽車道
- 山下臨港線プロムナード

## 祭事・催事

### 祭事
- 大岡川桜まつり[5]

## 出身有名人
- 大佛次郎（小説家）
- ザ・ゴールデン・カップス（一部メンバーは違うが、バンド自体は本牧が発祥）
- 横山剣（クレイジーケンバンド）
- 夏目一人（夏目漱石の曾孫）
- 周富徳（料理人）
- 渡辺真理（アナウンサー）
- 古川聡（宇宙飛行士）
- Dream Line Out（ミュージシャン）
- 大渡亮（ミュージシャン）
- 山口美江（タレント）
- 朝岡聡（アナウンサー）
- 周富輝（料理人）
- 荻野アンナ（フランス文学者・小説家）
- 夏目雅子（女優）
- 江川宇礼雄（俳優・映画監督・脚本家）
- 河岡潮風（作家）
- 喜田拓也（プロサッカー選手）
- 倉持明（元プロ野球選手、現野球解説者）
- 吉川英治（作家）
- たかはし智秋（声優）
- 原由子（ミュージシャン）
- 東昌邦匡志（元力士）
- 松本梨香（声優・女優・歌手）
- 村瀬輝光（作詞家、推理作家）
- 伊東潤（歴史小説家）
- 若羽黒朋明（元力士）
- 吉田成樹（演出家・イベントプロデューサー）
- 小此木八郎（政治家、元衆議院議員）
- 永瀬拓矢（将棋棋士）
- 松岡直也（ミュージシャン）
- シバター（男性総合格闘家、プロレスラー、ポーカープレイヤー、YouTuber）
- SHELLY（モデル、タレント、司会者、YouTuber）
- Crystal Kay（歌手、女優）